# Josef Skupa

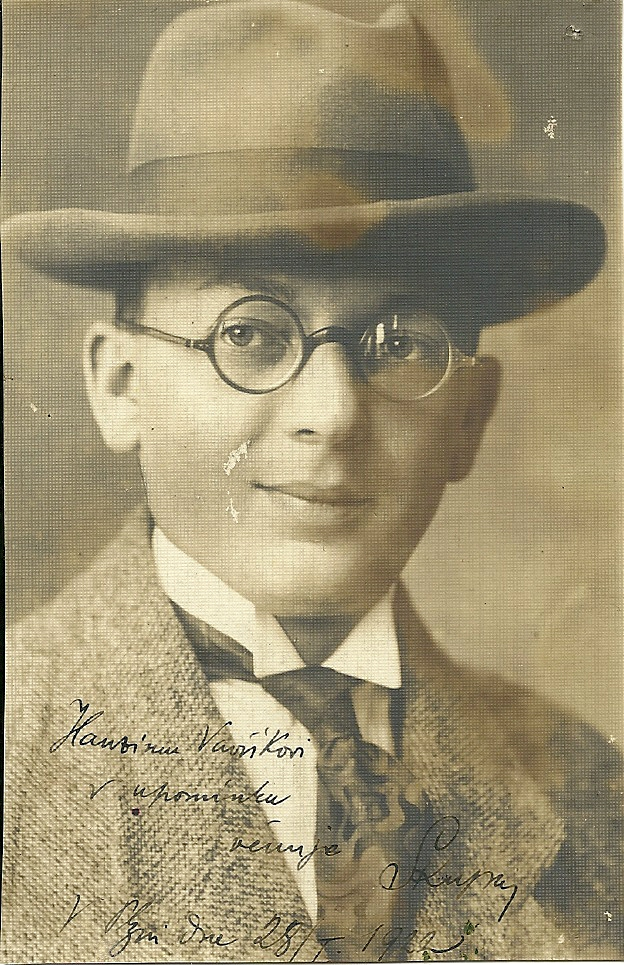
El joven Josef Skupa

Josef Skupa (16 de enero de 1892, Strakonice – 8 de enero de 1957, Praga) fue un actor de marionetas checo, fundador del Teatro de Spejbl y Hurvínek.

## La juventud
Josef Skupa nació en la ciudad de Strakonice (al sur de Chequia) y era el hijo de un guardia.
La familia se mudó a Pilsen (al oeste de Chequia) después de cinco años. Él ya desde pequeño demostraba su talento en el teatro de marionetas. Además pintaba muy bien. En el año 1915 terminó sus estudios en el instituto arte-industrial y se hizo maestro. Poco tiempo después tuvo que alistarse a la armada para tomar parte en batallas de la Primera Guerra Mundial. De Hungría fue pronto trasladado a Pilsen donde trabajó en el departamento de censura militar. Allí fue donde empezó a cooperar con el Teatro Municipal (para el cual diseñaba las decoraciones, por ejemplo) y luego con el Teatro de marionetas de afición de colonias Feriales (fundado en 1913), bajo la dirección de un marionetista popular Karel Novák. 

## El teatro de adicción
Gracias a su talento y su entusiasmo, pronto se convirtió en la persona principal en el teatro. 
Sobre todo actuaba con la marioneta tradicional de títere. Pero en el aňo 1919 pidió al marionetista Karel Nosek que le fabricara un muñeco extraño con orejas grandes. Ese debía ser una caricatura de los urbanitas superlistos. 
A la marioneta la dieron el nombre de Spejbl. Skupa enseñó Spejbl al público por primera vez en otoño de 1920. Spejbl solía actuar en los ensayos con el tírete, allí siempre funcionaba como una víctima de los chistes del títere.
El 12 de junio de 1920 Skupa se casó con Jiřina Schwarzová, la hija de un consejero financiero. No tuvieron hijos. La flamante esposa de Skupa se entusiasmó por el teatro de su marido y le apoyó hasta su muerte. Le ayudaba con la preparación del escenario y también movió la marioneta de Hurvínek durante muchos años. 
En el año 1923 Skupa decidió añadir otra marioneta nueva. Le pidió a Gustav, el sobrino de Karel Nosek, que fabricara el personaje Švejk (un soldado ficticio checo de Josef Hašek). Con ese personaje actuó durante 3 temporadas. Tras ese período la gente iba olvidando a la marioneta de Spejbl porque no convenía ni a Švejk ni a títere.
En el año 1926 Gustav Nosek le fabricó a Skupa una reproducción más pequeña pero mejorada de Spejbl, como una sorpresa. A Skupa le gustó mucho esa marioneta nueva. Le dio el nombre de Hurvínek. Fue en ese momento cuando se puso en marcha el concepto de Spejbl y Hurvínek. En los ensayos Spejbl actuaba como un padre despistado y abobado y Hurvínek como su hijo astuto. El teatro se hacía popular con esas escenas tanto para niños como para adultos, y Skupa se hizo conocido. Con sus marionetas nuevas aparecía en la radio, grababa discos de gramófono, incluso Spejbl y Hurvínek aparecieron en forma de libro. 
El fundador del teatro Karel Novák vio el éxito de Skupa pero a él personalmente no le gustaban esos tipos de ensayos, así que en el año 1927 decidió abandonar el teatro. El director nuevo llegó a ser Skupa. 
Fue desde el año 1929 cuando el conjunto tuvo un apoyo nuevo, Anna Kreuzmannová. Ella asumió actuar con el títere en lugar de Skupa (él no sabía diferenciar bien entre el títere y Hurvínek) y en 1930 le fabricaron la marioneta de asombrada y abobada chica llamada Mánička. Sin embargo, Kreuzmannová a menudo abandonaba el conjunto por razones personales (incluso durante varias temporadas), así que el personaje de Mánička no llegó a ser un personaje estable en el conjunto de Skupa durante muchos años.

## El teatro profesional
Al ver que su teatro era popular, Skupa decidió abandonar su carrera de maestro en el año 1930 y dedicarse al teatro de modo profesional. Así que el teatro además de tener su base permanente en Pilsen, empezó a presentarse en toda Checoslovaquia. Varias veces llegó al extranjero pero allí actuó casi únicamente en checo, entonces la esencia de las obras estaba basada más en el arte marionetero que en el diálogo.  
Al mismo tiempo el conjunto se extendía. Por ejemplo durante un concurso escolar Skupa descubrió un chico con talento llamado Jiří Trnka. Al teatro también se alistó Jan Vavřík-Rýz, quien inventó el personaje de una vieja charlatana, la señora Drbálková. Este personaje actuaba sobre todo como un personaje negativo pero muchas viejas de ese tipo iban apareciendo en el teatro, y después de varias décadas nació, inspirándose de ellas, el cuarto personaje central del teatro, la abuela de Mánička, la señora Kateřina. 
Los guiones generalmente los escribía Frank Wenig con la colaboración de Skupa, luego colaboraron otros autores. La mayoría de las obras no tenía ninguna historia refinada, sin embargo Skupa salvaba el espectáculo con su arte dramático natural y su habilidad de improvisación. 
En el año 1933 Skupa llegó a ser el presidente de la Organización marionetera internacional UNIMA. Después de ese acontecimiento el teatro pasó unas temporadas de éxito pero con el fascismo llegó la censura. Después del Acuerdo de Múnich Skupa y Wenig escribieron su obra más admirable llamada El tiovivo con 3 pisos. La obra contaba la historia en la que la conserje, la señora Drbálková, intentó usurpar el poder en la casa de Spejbl. Fue obvia la alegoría con los sucesos de Munich y a la vez fue uno de los hechos más valientes de la cultura checa de aquellos tiempos. El estreno de la obra fue el 10 de febrero de 1939 y se representó 56 veces hasta su prohibición por el Protectorado.

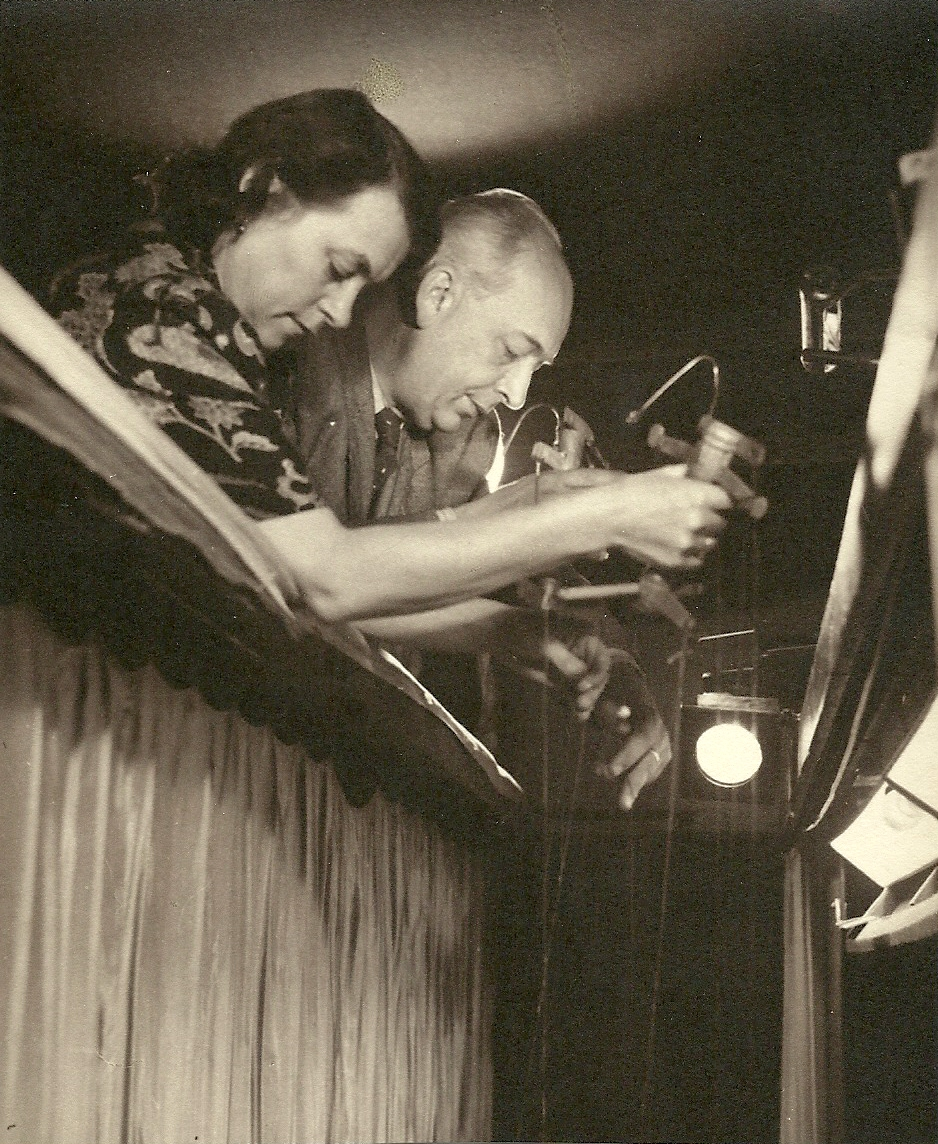
Los novios Skupovi

El teatro siguió con su actividad pero las obras de Skupa adquirían un carácter más serio. Como consecuencia cambió el carácter de Spejbl, poco a poco pasó de ser un personaje poco inteligente en un padre cuidadoso. El 17 de enero de 1944 arrestaron a Skupa por escuchar la radio extranjera y le condenaron a cinco años de prisión en Dresde. Poco después el Teatro de Spejbl y Hurvínek cerró. Algunas de las marionetas se lograron esconder pero al menos la mitad fue confiscada por la Gestapo. Skupa solía reproducir sus obras para sus compañeros de cárcel con el fin de hacerlos alegres. En febrero de 1945 fue un bombardeo que destruyó la cárcel y Skupa consiguió huir y volver a Pilsen. Allí temía un nuevo arresto así que se anunció a sí mismo en la oficina pero no fue arrastrado otra vez, y alcanzó a ver el fin de la Guerra.

## El teatro praguense
Después de la Guerra Skupa decidió restaurar el teatro, esta vez en Praga donde tenía un público más amplio. Volvió a sus comedias de Spejbl y Hurvínek ya aprobadas y el teatro lograba éxitos excelentes. Volvía a salir al extranjero. Sin embargo, Skupa estuvo distinto. Dentro de sí mismo luchaba con problemas de creación, no creaba ninguna nueva obra sino que solo repetía las ya conocidas de la Primera república. Esa situación duró hasta su muerte.
Skupa fue nombrado el artista nacional en el año 1948.
En el año 1953 Jan Vavřík-Rýz abandonó el teatro y con él desaparició la señora Drbálková.
Al mismo tiempo vinieron algunos actores nuevos entre ellos el más conocido Miloš Kirschner, quien alternaba los protagonistas (Spejbl y Hurvínek) con Skupa. A diferencia de Skupa, él estudió el guion en lengua extranjera del país propuesto; y solo gracias a esa innovación el Teatro de Spejbl y Hurvínek alcanzó a ser popular en el mundo. 
Skupa luchaba con sus problemas de salud y el futuro del teatro se puso en debate. Mientras la esposa de Skupa pensaba terminar con el teatro y con todo creado por él después de su muerte, Kirschner y otros actores jóvenes querían continuar en el conjunto. Lo resolvió Skupa, quien nombró a Kirschner su sucesor oficial. Esa decisión la aceptó incluso su esposa aunque no le gustaba.

## La medalla conmemorativa, la calle
La casa de moneda checa fabricó 1000 trozos de la medalla de plata con ocasión del aniversario de 50 años de la muerte de Josef Skupa. En la medalla aparece la imagen de Hurvínek con Spejbl y Josef Skupa. La medalla pesa 42 gramos y tiene un diámetro de 50mm. La diseñó Jaroslav Bejvl.
Varias calles de las ciudades checas llevan el nombre de Skupa, por ejemplo en Teplice, Pilsen, Praga 6, Strakonice, Most y en Ostrava.
En su honor también fue nombrado un tren rápido R 627 / R 626 Josef Skupa de la compañía Ferrocarriles Checas.